# Astacilla mccaini
Astacilla mccaini là một loài chân đều trong họ Arcturidae. Loài này được Kensley, Schotte & Poore miêu tả khoa học năm 2007.